# نظریه هوش‌های چندگانه
تئوری هوش‌های چندگانه نظریه‌ای است آموزشی که اولین بار توسط هوارد گاردنر تنظیم و ارائه شده‌است. بر طبق این نظریه، دیدگاه‌های روان‌سنجی سنتی نسبت به هوش، بسیار محدود و ضعیف است. گاردنر نظریه‌اش را نخستین بار در کتاب «قاب‌های ذهنی: نظریه هوش چندگانه»، در سال ۱۹۸۳ ارائه کرد. به عقیده او همه انسان‌ها دارای انواع مختلفی از هوش هستند. او در کتاب خود، هشت نوع مختلف هوش را معرفی کرده و احتمال داده‌است که نوع نهمی نیز به عنوان «هوش هستی‌گرا» وجود داشته باشد.
طبق نظریه گاردنر، برای به دست آوردن تمام قابلیت‌ها و استعدادهای یک فرد، نباید تنها به بررسی بهره هوشی پرداخت بلکه انواع هوش‌های دیگر او مثل هوش موسیقایی، [هوش درون فردی]، [هوش تصویری-فضایی] و [هوش کلامی]- زبانی نیز باید در نظر گرفته شود.

## نقدها
نظریه گاردنر با انتقاداتی از سوی روان‌شناسان و مربیان روبرو گشته‌است. منتقدان می‌گویند تعریف گاردنر از هوش بسیار وسیع و گسترده‌است و هشت نوع هوشی که او تعریف کرده فقط نشانگر استعدادها، خصوصیات شخصیتی و توانائی‌ها است. از دیگر نقاط ضعف نظریه گاردنر می‌توان به کمبود پژوهش‌های عملی پشتیبان آن اشاره کرد. اما با وجود این، نظریه هوش چندگانه محبوبیت زیادی در بین مربیان و آموزشگران پیدا کرده‌است و بسیاری از معلمان از این نظریه در انتخاب شیوه تدریس خود استفاده می‌کنند.

## هوش‌های چندگانه
1. هوش منطقی_ریاضی
2. هوش تصویری_فضایی
3. هوش کلامی_زبانی
4. هوش جسمی_حرکتی
5. هوش موسیقایی
6. هوش درون فردی
7. هوش برون فردی
8. هوش طبیعت‌گرا
9. هوش هستی گرا

## انواع هوش

### هوش منطقی – ریاضی

#### نقاط قوت
تحلیل مسائل و عملیات ریاضی. کسانی که هوش منطقی- ریاضی بالایی دارند، قابلیت زیادی در تحلیل مسائل و بهبود سیستم‌های غیر منطقی دارند. این افراد به دنبال کشف الگوهای بنیادین و حقیقی در موضوعات مختلف هستند. افراد دارای هوش منطقی- ریاضی به اعداد، روابط و الگوها علاقه‌مندند.

#### ویژگی‌های هوش منطقی- ریاضی
- مهارت زیاد در حل مسئله و بازی با اعداد
- لذت بردن از تفکر دربارهٔ ایده‌های انتزاعی
- علاقه‌مندی به انجام آزمایش‌های علمی
- مهارت در انجام محاسبات پیچیده

#### انتخاب‌های شغلی ویژه شما
- دانشمند
- ریاضیدان
- برنامه‌نویس رایانه
- مهندس
- حسابدار

### هوش تصویری- فضایی

#### نقاط قوت
سلام خوبم قدرت تشخیص تصویری و فضایی کسانی که هوش تصویری-فضایی بالایی دارند در تجسّم چیزها قوی هستند. این افراد معمولاً جهت‌یابی خوبی دارند و با نقشه‌ها، نمودارها، عکس‌ها و تصاویر ویدئویی مشکلی ندارند. در مجسمه‌سازی موفق هستند.

#### ویژگی‌های هوش تصویری-فضایی
- لذت بردن از خواندن و نوشتن
- مهارت در درست کردن پازل
- مهارت در تفسیر عکس، گراف و نمودار
- لذت بردن از رسم، نقاشی و هنرهای تجسمی
- تشخیص راحت الگوها

#### انتخاب‌های شغلی
- معمار
- هنرمند
- مهندس
- مجسمه‌ساز
- عکاس
- شاعر
- طراح صنعتی

### هوش کلامی – زبانی

#### نقاط قوت
کلمات، زبان و نویسندگی. کسانی که هوش کلامی- زبانی بالایی دارند به خوبی می‌توانند از کلمات، به هنگام نوشتن و حرف زدن، استفاده کنند. این افراد غالباً در نوشتن داستان، به خاطر سپردن اطلاعات و خواندن مهارت دارند.

#### ویژگی‌های هوش کلامی- زبانی
- مهارت در به یادآوردن اطلاعات نوشته یا گفته شده
- لذت بردن از خواندن و نوشتن
- مهارت در مباحثه یا صحبت‌های متقاعد کننده
- توانائی در توضیح دادن مسائل
- استفاده از شوخ‌طبعی به هنگام بیان داستان‌ها

#### انتخاب‌های شغلی
- نویسنده/ روزنامه‌نگار
- وکیل
- معلم
- شاعر
- سیاستمدار
- مترجم
- اپراتورتلفنی
- مشاوره
- مجری
- سخنران/سخنور
- سخنگوی سازمان
- مذاکره کننده

### هوش جسمی- حرکتی

#### نقاط قوت
تحرک فیزیکی، کنترل حرکات. کسانی که هوش اندامی- جنبشی بالایی دارند در حرکت‌های بدنی، انجام عملیات و کنترل فیزیکی قوی هستند. این افراد در هماهنگ سازی چشم و دست مهارت دارند و افراد چالاک و تردستی هستند.

#### ویژگی‌های هوش اندامی- جنبشی
- مهارت در ورزش و رقص
- لذت بردن از ساختن چیزها با دست
- هماهنگی فیزیکی عالی
- به خاطر سپردن چیزها از طریق انجام دادن آن‌ها، به جای گوش کردن یا دیدن

#### انتخاب‌های شغلی
- رقصنده
- هنرپیشه
- ورزشکار حرفه ای
- پیمانکار
- جراح
- نیروی ویژه پلیس/تکاور/چترباز

### هوش موسیقایی

#### نقاط قوت
ریتم و موسیقی. کسانی که هوش موسیقایی بالایی دارند در فکر کردن به الگوها، ریتم‌ها و صداها قوی هستند. این افراد از موسیقی لذت می‌برند و معمولاً در نواختن سازهای موسیقی و آهنگسازی مهارت دارند.

### ویژگی‌های هوش موسیقایی
- لذت بردن از آوازخوانی و نواختن سازهای موسیقی
- تشخیص آسان الگوها و نت‌های موسیقی
- توانایی به خاطر سپردن آهنگ‌ها و ملودی‌ها
- درک عمیق از ساختار، ریتم و نت‌های موسیقی

به صداها بسیار حساس هستند از این رو صداها بر روی سیستم عصبی و روانی آن‌ها نقش بسیار تعیین‌کننده ای دارند.

#### انتخاب‌های شغلی
- موسیقیدان
- آهنگساز
- خواننده
- معلم موسیقی
- رهبر ارکستر
- مهندس صوت

### هوش درون فردی

#### نقاط قوت
درون نگری و خودآزمایی. کسانی که هوش درون فردی بالایی دارند، آگاهی خوبی از وضعیت هیجانی، احساسات و انگیزه‌های خود دارند. این افراد از خودآزمایی، تخیل روزانه، کندوکاو کردن روابط خود با دیگران و برآورد توانایی‌های فردی خود لذت می‌برند.

#### ویژگی‌های هوش درون فردی
- مهارت در تحلیل نقاط قوت و ضعف خود
- لذت بردن از تجزیه و تحلیل نظریه‌ها و ایده‌ها
- خودآگاهی زیاد
- داشتن درک روشن از ریشه انگیزه‌ها و احساسات خود

#### انتخاب‌های شغلی
- فیلسوف و مخترع
- نویسنده
- نظریه‌پرداز
- دانشمند
- ایده پرداز
- مربی
- روان‌شناس
- کارشناس الهیات

### هوش میان فردی

#### نقاط قوت
ارتباط برقرار کردن و درک دیگران. کسانی که هوش میان فردی بالایی دارند در تعامل با دیگران و درک آن‌ها قوی هستند. این افراد در سنجش هیجانات، انگیزه‌ها، تمایلات و منظور کسانی که دور و برشان هستند مهارت دارند. می‌توان هوش اجتماعی را در افراد تیپ هاشخصیتی اجتماعی هالند نیز قرار داد.

#### ویژگی‌های هوش میان فردی
- مهارت در برقراری ارتباط کلامی
- مهارت در ارتباط غیرکلامی
- نگاه کردن به افراد از زوایای مختلف
- ایجاد روابط مثبت با دیگران
- مهارت در فرونشاندن اختلاف‌ها در داخل گروه‌ها

#### انتخاب‌های شغلی
- رهبر
- مدیر گروه
- رئیس مجلس
- مشاور
- فروشنده
- سیاستمدار

### هوش طبیعت‌گرا

#### نقاط قوت
یافتن الگوها و روابطی که با طبیعت وجود دارد. هوش طبیعت‌گرا آخرین نوع هوشی است که گاردنر درنظریه خود به هفت نوع قبلی افزوده و با مقاومت و مخالفت بیشتری نسبت به بقیه روبرو گردیده‌است. به گفته گاردنر، کسانی که دارای هوش طبیعت‌گرای بالایی هستند، سازگاری بیشتری با طبیعت دارند و معمولاً به پرورش، کشف محیط و یادگیری دربارهٔ موجودات علاقه‌مندند. این افراد به سرعت از جزئی‌ترین تغییرات در محیط‌شان آگاه می‌شوند.

#### ویژگی‌های هوش طبیعت‌گرا
- علاقه‌مند به موضوعاتی از قبیل گیاه‌شناسی، زیست‌شناسی و جانورشناسی
- مهارت در رده‌بندی و فهرست بندی اطلاعات
- لذت بردن از باغبانی، کشف طبیعت، پیاده‌روی و چادر زدن در طبیعت
- بی‌علاقگی به یادگیری موضوعات بی‌ارتباط با طبیعت

#### انتخاب‌های شغلی
- زیست‌شناس
- حفاظت از محیط زیست
- باغبان
- مزرعه‌دار
- کوهنورد/غارنورد
- مستندساز طبیعت
- ماهی گیر